# Ablogamé
 (mars 2024).
Ablogamé est un quartier de Lomé situé dans le canton de Bè. Ablogamé est divisé en deux parties : Ablogamé n°1 et Ablogamé n°2. Ablogamé n°1, plus proche de la plage, est très peuplé en termes de densité.

## Situation
Situé environ 5 km à l'est du centre ville, Abogamé fait partie du 3e arrondissement de Lomé. Le quartier est bordé par le golfe de Guinée au sud et par le port de Lomé à l'est,.
| Gbényédji      | Wété              | Akodésséwa     |
| Bè-Ahligo      | Abogamé           | Zone portuaire |
| Kotokou-Kondji | (Golfe de Guinée) |                |

## Éducation
Les écoles d'enseignement publiques sont :
- un CEG (Ablogamé n°2)
- une école primaire publique (EPP Ablogamé n°2)
- une école primaire catholique (EPC Ablogamé n°1)
- une école primaire évangélique.

Il y a plusieurs autres écoles privées (primaires, collèges et lycées). Mais, vu le niveau de faibles revenus de la population, ce sont les écoles publiques qui sont les plus demandées. De fait, les lycéens d'Ablogamé sont obligés d'aller au lycée de Gbenyédzi-Kopé situé dans le même canton.

## Politique
Comme tout le canton de Bè, les habitants d'Ablogamé font partie des inconditionnels de l'opposition togolaise : ils votent toujours UFC et CAR.